# Dejan Ristić
Dejan Ristić (cyr. Дејан Ристић; ur. 20 kwietnia 1972 w Belgradzie) – serbski historyk i tłumacz, minister telekomunikacji i informacji (2024–2025).

## Życiorys
Ukończył szkołę średnią w Belgradzie, a następnie studia historyczne na Uniwersytecie w Belgradzie. Kształcił się także w Jerozolimie i Londynie. Specjalista w zakresie ochrony i zarządzania dziedzictwem kulturowym. Autor i redaktor publikacji naukowych, tłumacz i organizator wystaw o tematyce historycznej. W pracy naukowej i badawczej zajął się m.in. historią dyplomacji, historią kultury, a także zagadnieniami dotyczącymi Holocaustu. Koordynował projekty organizowane pod patronatem UNESCO. Przyczynił się do wpisania stećci na listę światowego dziedzictwa tej organizacji.
Pracował w archiwum państwowym i jako doradca w ministerstwie pracy i polityki społecznej, w którym odpowiadał za ochronę miejsc pamięci i pomników wojskowych. W 2012 powierzono mu pełnienie obowiązków dyrektora Biblioteki Narodowej Serbii. W 2013 został natomiast sekretarzem stanu w resorcie kultury i informacji. W 2021 został p.o. dyrektora Muzeum Ofiar Ludobójstwa w Belgradzie, później objął funkcję dyrektora tej placówki.
Przed wyborami w 2023 otrzymał trzecie miejsce na liście koalicji skupionej wokół Serbskiej Partii Postępowej, uzyskując w wyniku głosowania mandat posła do Zgromadzenia Narodowego. W maju 2024 powołany na urząd ministra telekomunikacji i informacji w rządzie Miloša Vučevicia; sprawował go do kwietnia 2025.